# Save the Children
Save the Children (ang. ratuj dzieci) – międzynarodowa organizacja non-profit, prowadzącą działalność humanitarną. Została założona w 1919 przez Eglantyne Jebb i jej siostrę Dorothy Buxton w Wielkiej Brytanii w odpowiedzi na tragedię pierwszej wojny światowej.

## Historia i działalność
Organizacja powstała w 1919 z inicjatywy Eglantyne Jebb i jej siostry Dorothy Buxton w odpowiedzi na tragedię pierwszej wojny światowej. Siostry pod wpływem skutków wojny i rewolucji październikowej w Rosji, postanowiły działać na rzecz poprawy życia dzieci. Ich celem było stworzenie silnej organizacji międzynarodowej, która posiadałaby swoje oddziały w najdalszych zakątkach świata.
Opierając swoje działania na Konwencji Praw Dziecka, Save the Children pracuje na całym świecie na rzecz wprowadzenia nadzwyczajnych środków pomocy jak również długofalowego rozwoju międzynarodowego i działalności na rzecz pomocy dzieciom, ich rodzinom i wspólnotom lokalnym. 27 organizacji Save the Children powołało Międzynarodowe Przymierze Save the Children, największy na świecie międzynarodowy ruch na rzecz dzieci, działający w ponad 111 państwach.